# Auxopus
Auxopus Schltr., 1905  è un genere di orchidee della sottofamiglia Epidendroideae (tribù Gastrodieae), diffuso nell'Africa tropicale e in Madagascar.

## Tassonomia
Il genere comprende le seguenti specie:
- Auxopus kamerunensis Schltr.
- Auxopus letouzeyi Szlach., Mytnik, Rutk., Jerch. & Baranow
- Auxopus macranthus Summerh.
- Auxopus madagascariensis Schltr.